# Homblières
Homblières é uma comuna francesa na região administrativa de Altos da França, no departamento de Aisne. Estende-se por uma área de 14,29 km². Em 2010 a comuna tinha 1 502 habitantes (densidade: 105,1 hab./km²).